# Морска лисица
Морската лисица (Raja clavata) е хрущялна риба, която се среща и в Черно море.
Женската достига 125 cm, а мъжката едва до 70 – 85 cm. Официалният рекорд е 7,59 кг и е поставен край Джърси, Великобритания. Тялото ѝ е осеяно с шиповидни костни плочки, има ромбовидна форма с удължена опашка. Имат и дълги израстъци, с които се залавят за предмети и растения във водата.
Морската лисица се храни с дънни риби, ракообразни и мекотели. Преследвайки своята жертва, често се издига и към повърхността. Придвижва се, като размахва гръдните си перки, подобно на крила, и ако се наложи, може да развие доста висока скорост. Когато достигне жертвата, морската лисица плува над нея, обгръща я с перките си и я притиска към дъното, след което я поглъща.
През пролетта морската лисица се приближава към брега до дълбочина 10 – 20 m и отделя до 500 яйца.
Всяко от тях е обвито в рогова, тъмно оцветена капсула с правоъгълна форма и с дълги израстъци по краищата. Те се оплитат в подводната растителност и се развиват около 5 месеца. Тялото на малките е дълго 12 – 13 cm и широко до 8 cm.